# Richard Schulz
Richard Schulz (9 de febrero de 1959) es un deportista alemán que compitió para la RFA en taekwondo. Ganó una medalla de plata en el Campeonato Mundial de Taekwondo de 1979, y cuatro medallas de oro en el Campeonato Europeo de Taekwondo entre los años 1978 y 1984.

## Palmarés internacional
| Campeonato Mundial | Campeonato Mundial     | Campeonato Mundial | Campeonato Mundial |
| Año                | Lugar                  | Medalla            | Categoría          |
| ------------------ | ---------------------- | ------------------ | ------------------ |
| 1979               | Stuttgart (RFA)        | Medalla de plata   | –78 kg             |
| Campeonato Europeo |                        |                    |                    |
| Año                | Lugar                  | Medalla            | Categoría          |
| 1978               | Múnich (RFA)           | Medalla de oro     | –80 kg             |
| 1980               | Copenhague (Dinamarca) | Medalla de oro     | –78 kg             |
| 1982               | Roma (Italia)          | Medalla de oro     | –78 kg             |
| 1984               | Stuttgart (RFA)        | Medalla de oro     | –78 kg             |